# Joakim Thåström

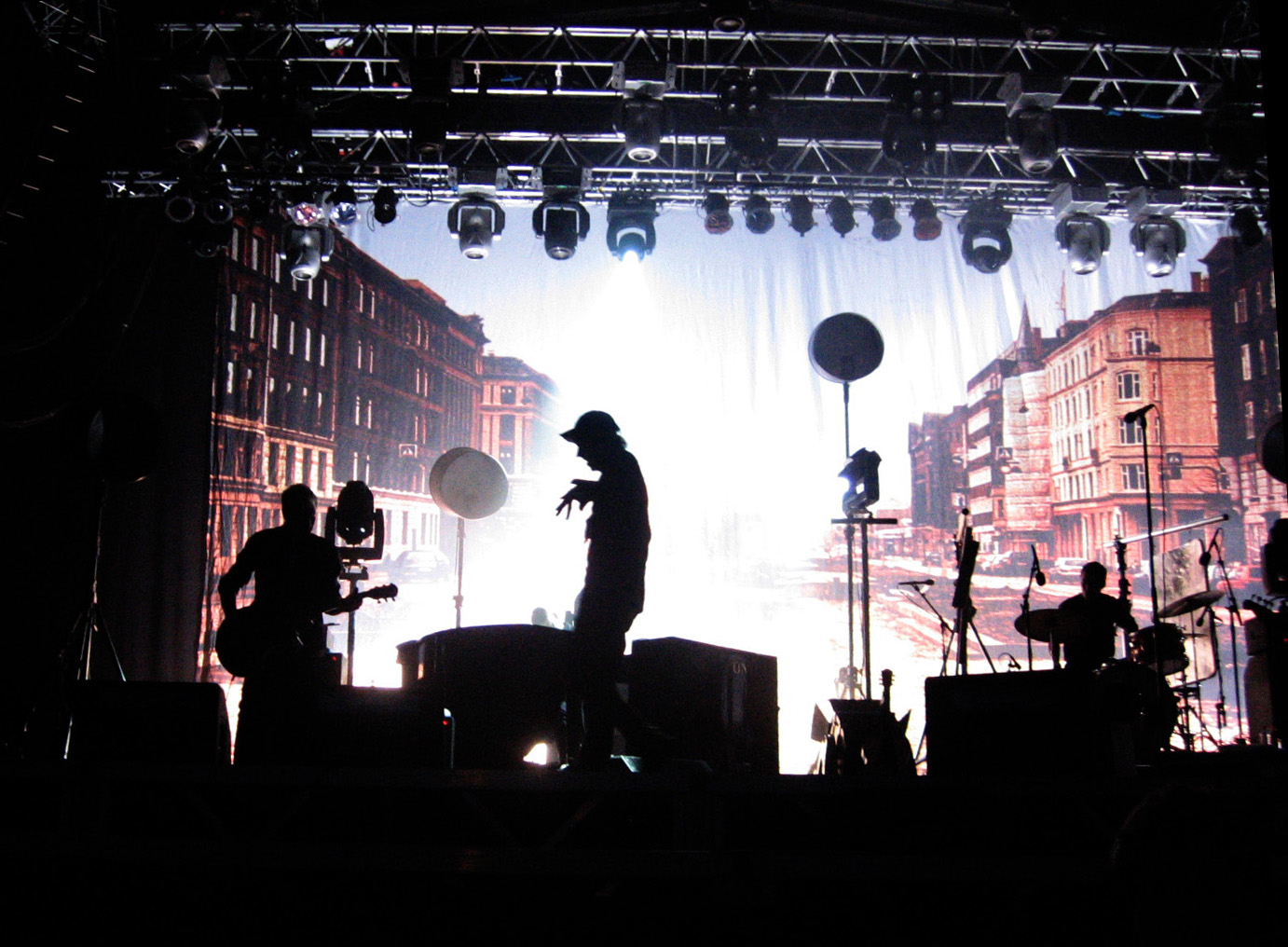
Joakim Thåström en concert

Joakim Thåström est un chanteur suédois de punk rock né le 20 mars 1957. Il a grandi dans les banlieues sud de Stockholm parmi la classe ouvrière.
Entre 1977 et 1983, Joakim Thåström est le chanteur leader du groupe de punk rock Ebba Grön. Joakim Thåström entre comme guitariste chanteur en 1983 dans le groupe de punk rock Rymdimperiet, renommé plus tard en Imperiet, et y reste jusqu'à la fin en 1988. Après une courte carrière solo, il forme, en 1992, le groupe de rock industriel Peace Love & Pitbulls et qui, en 1997, se sépare après trois albums. Depuis, Joakim Thåström, effectue une carrière solo.

## Discographie (solo)
- Thåström (1989)
- Xplodera mig 2000 (1991)
- Det är ni som e dom konstiga det är jag som e normal (1999)
- Mannen som blev en gris (2002)
- Thåström på röda sten (2003) - Live